# Саудовская Аравия на Олимпийских играх

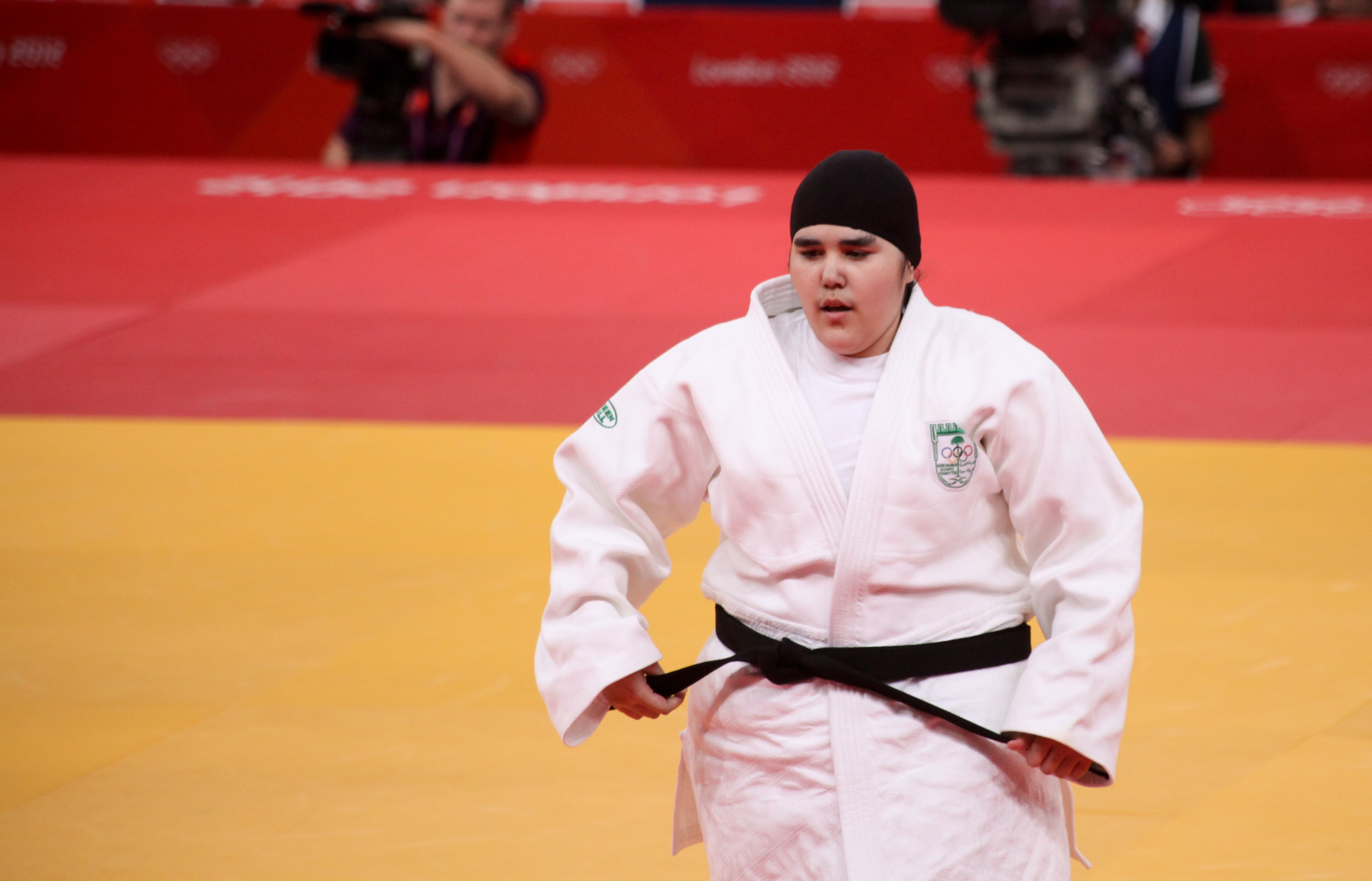
Дзюдоистка Водждан Шахерхани — первая в истории Саудовской Аравии женщина, принявшая участие в Олимпийских играх

Саудовская Аравия принимала участие в 10 летних Олимпийских играх. Впервые была представлена на Играх 1972 года в Мюнхене. После Игр в Мюнхене спортсмены Саудовской Аравии участвовали во всех летних Олимпиадах, за исключением бойкотированных ими Игр в Москве. Дебютное участие в зимних Олимпийских играх состоялось в 2022 году в Пекине. За время своего выступления на Олимпиадах представители Саудовской Аравии завоевали 3 олимпийские медали. Первые медали были завоёваны на Играх в Сиднее.
До 2012 года на Олимпиадах выступали только мужчины, так как по законам Саудовской Аравии женщины не могут принимать участия в Олимпийских играх. Однако МОК оказывала давление на НОК Саудовской Аравии с целью  добиться разрешения женщинам участвовать в 2012 году на летних Олимпийских играх в Лондоне. В итоге впервые в истории Саудовской Аравии 2 женщины приняли участие в Олимпийских играх (в лёгкой атлетике и дзюдо). Таким образом, все команды-участницы Олимпийских игр в Лондоне имели в своём составе женщин.

## Медалисты
| Медаль  | Спортсмен                                                                    | Игры        | Вид спорта      | Дисциплина                   |
| ------- | ---------------------------------------------------------------------------- | ----------- | --------------- | ---------------------------- |
| Серебро | Хади аль-Сомайли                                                             | Сидней 2000 | Лёгкая атлетика | 400 м с барьерами, мужчины   |
| Бронза  | Халед аль-Эйд                                                                | Сидней 2000 | Конный спорт    | Конкур, личное первенство    |
| Бронза  | Рамзи Аль-Духами принц Абдулла Аль-Сауд Камаль Бахамдан Абдулла Аль-Шарбатли | Лондон 2012 | Конный спорт    | Конкур, командное первенство |
| Серебро | Тарик Хамеди                                                                 | Токио 2020  | Карате          | кумите свыше 75 кг, мужчины  |

## Медальный зачёт
| Игры                | Спортсменов         | Золото              | Серебро             | Бронза              | Всего               | Место               |
| ------------------- | ------------------- | ------------------- | ------------------- | ------------------- | ------------------- | ------------------- |
| 1972 Мюнхен         | 10                  | 0                   | 0                   | 0                   | 0                   | —                   |
| 1976 Монреаль       | 14                  | 0                   | 0                   | 0                   | 0                   | —                   |
| 1980 Москва         | не принимал участие | не принимал участие | не принимал участие | не принимал участие | не принимал участие | не принимал участие |
| 1984 Лос-Анджелес   | 37                  | 0                   | 0                   | 0                   | 0                   | —                   |
| 1988 Сеул           | 9                   | 0                   | 0                   | 0                   | 0                   | —                   |
| 1992 Барселона      | 9                   | 0                   | 0                   | 0                   | 0                   | —                   |
| 1996 Атланта        | 29                  | 0                   | 0                   | 0                   | 0                   | —                   |
| 2000 Сидней         | 18                  | 0                   | 1                   | 1                   | 2                   | 61                  |
| 2004 Афины          | 16                  | 0                   | 0                   | 0                   | 0                   | —                   |
| 2008 Пекин          | 14                  | 0                   | 0                   | 0                   | 0                   | —                   |
| 2012 Лондон         | 18                  | 0                   | 0                   | 1                   | 1                   | 79                  |
| 2016 Рио-де-Жанейро | 11                  | 0                   | 0                   | 0                   | 0                   | —                   |
| 2020 Токио          | 29                  | 0                   | 1                   | 0                   | 1                   | 77                  |
| 2022 Пекин          | 1                   | 0                   | 0                   | 0                   | 0                   | –                   |
| Всего               | Всего               | 0                   | 2                   | 2                   | 4                   |                     |

### Медали по видам спорта
| Соревнование    | Золото | Серебро | Бронза | Всего |
| --------------- | ------ | ------- | ------ | ----- |
| Лёгкая атлетика | 0      | 1       | 0      | 1     |
| Карате          | 0      | 1       | 0      | 1     |
| Конный спорт    | 0      | 0       | 2      | 2     |
| Итого           | 0      | 2       | 2      | 4     |